# Pernille Harder (giocatrice di badminton)
Pernille Harder (9 marzo 1977) è un'ex giocatrice di badminton danese, olimpionica ad Atene 2004 nel doppio femminile.
Harder partecipò in rappresentanza della Danimarca al torneo di doppio femminile di badminton ai Giochi della XXVIII Olimpiade in coppia con Mette Schjoldager. In quell'occasione superarono il primo incontro ma vennero sconfitte agli ottavi dalla coppia sudcoreana Ra Kyung-min e Lee Kyung-won, in quell'occasione vincitrici del bronzo olimpico.